# ヴァン・モリヴァン
ヴァン・モリヴァン（クメール語: វណ្ណ ម៉ូលីវណ្ណ, 英語: Vann Molyvann、1926年11月23日 - 2017年9月28日）は、カンボジアの建築家。

## 経歴
貧農の家庭に生まれる。奨学金を得て1946年からパリに留学。法学を1年間学んだ後、建築学に転身するため国立高等美術学校に入学。
1956年に帰国してからは、独立記念塔などの建築を手掛け「ニュー・クメール建築」という体系を確立した。
1965年、プノンペン王立芸術大学。1967年からは教育・芸術大臣に任命されるも、1970年にロン・ノルのクーデターでノロドム・シハヌーク政権が倒れると、スイスに亡命する。国連人間居住計画に10年間勤務し、1991年に国連教育科学文化機関職員として帰国。1993年、王政復古によりシヌハークが国王になり、モリヴァンは文化担当大臣に就任した。任期中はカンボジア内戦で荒れたアンコール・ワットの修復に努めた。
2017年9月28日、シェリムアップの自宅で死去。90歳没。

## 作品

建築作品
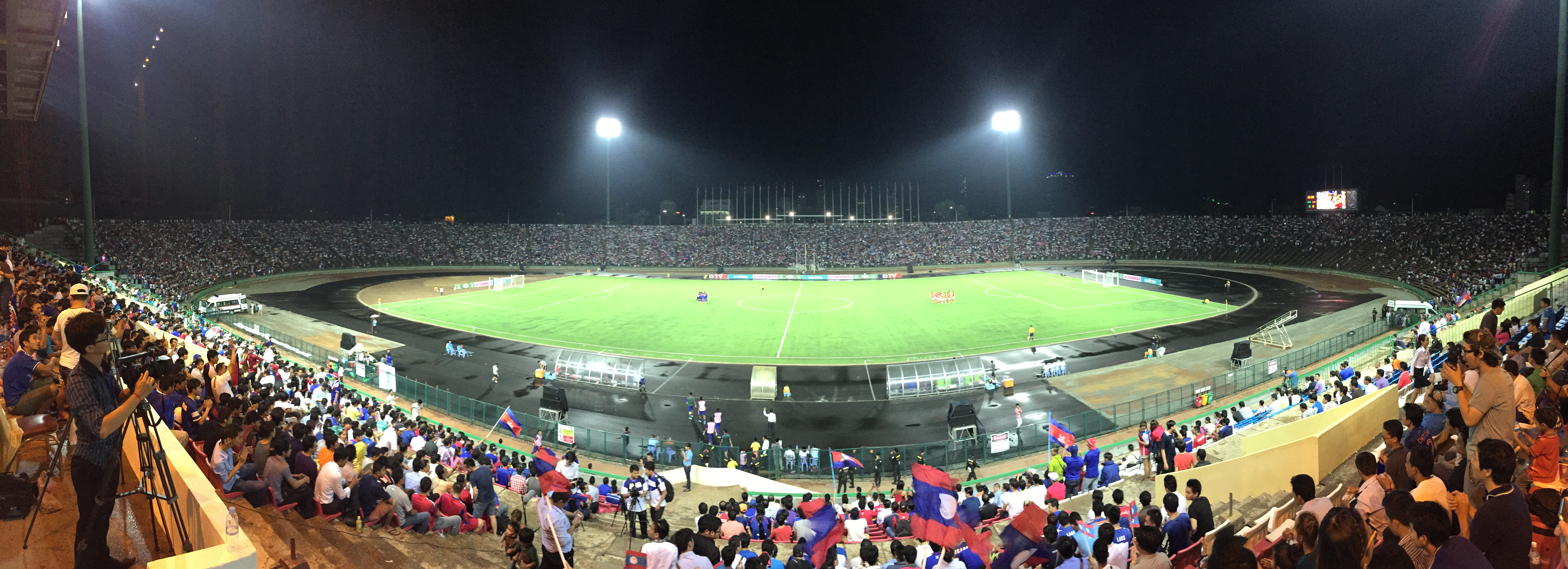
プノンペン・オリンピックスタジアム
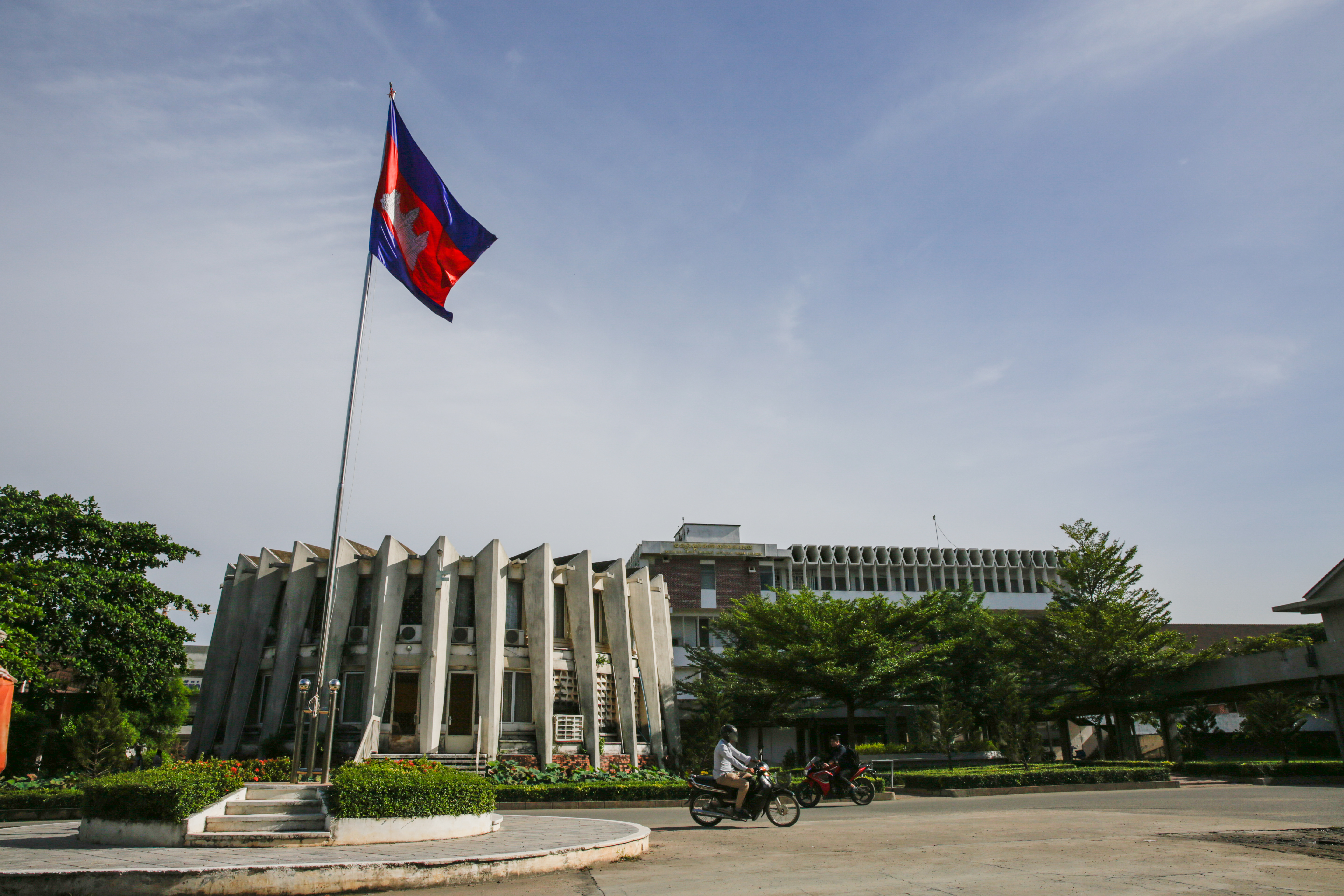
プノンペン王立大学外国語研究所